# Пыркакагыргын
Пыркакагыргын — река в России, на севере Дальнего Востока, протекает по территории Чаунского района Чукотского автономного округа. Длина реки 11 км.
Берёт начало у восточного подножия горы Плоская (1050 м) Чукотского нагорья, впадает в Выквыльвэгыргын, являясь его левым притоком.
Название в переводе с чукот. — «кекурный проход».